# Soolätte
Soolätte – wieś w Estonii, w prowincji Võru, w gminie Varstu.